# Automatic Tracking and Laser Integration System

L’Automatic Tracking and Laser Integration System (ATLIS ) est une nacelle de désignation laser pour le tir de munitions guidées.

## Histoire
En 1975, Thomson-CSF (devenu Thales) conclut un contrat avec Martin Marietta Aerospace (devenu Lockheed Martin) pour le développement d’une nacelle de guidage dotée d’un télémètre et désignateur laser mis au point par la Compagnie industrielle des lasers. Plus tard, l'Atlis II permet une visualisation en cabine et un système de guidage pour tirer une BGL depuis un Jaguar de l'Armée de l'air.
Une des particularités de ce pod est de permettre un verrouillage de la cible, ce qui autorise son utilisation sur avion monoplace. La tête de guidage dispose d'un système de navigation inertielle qui compense les mouvements de l'avion, permettant au pilote de s'échapper de la zone dangereuse sans se préoccuper de l'arme. Il est couplé à une caméra TV pour la recherche et le verrouillage.
Son premier emploi opérationnel a lieu lors de la guerre du Golfe (1990-1991), monté sous les Jaguars, puis il fut largement utilisé durant la guerre du Kosovo (1999), notamment par les Super-Étendard.
Toutefois, un premier tir AS30 Laser avait eu lieu en conditions réelles le 14 octobre 1988 à partir d'un Jaguar de l'armée de l'air française, lors d'un exercice interallié Red Flag, sur la zone du Nevada Test and Training Range dans le Nevada aux Etats-Unis.

## Description
Celle-ci permet, après avoir « marqué » la cible au profit de l'avion porteur — ou d'un autre appareil — d'assurer la conduite de tir d'une arme guidée laser. La précision, de l'ordre de quelques mètres, offre ainsi la possibilité d'effectuer des frappes chirurgicales.
Elle est montée en point ventral. Le pilote dispose dans le cockpit d'un mini manche qui lui permet d'orienter la tête ATLIS. Un petit écran vidéo restitue les images en temps réel.
L'ATLIS se compose de deux éléments principaux :
- le télémètre illuminateur
- la caméra TV

auxquels viennent s'ajouter les interfaces installées dans le cockpit.
La nacelle dispose sur sa tête d'une paupière qui est abaissée lorsque l'avion est au sol. Cette dernière a pour but de protéger toute la partie optique embarquée .Le pilote la dévoilera une fois en vol et à proximité de sa cible
L'image du relief survolé est renvoyée vers la caméra TV par le biais d'un miroir. La vidéo servira ultérieurement à visualiser le tir et contribuera aux comptes rendus de mission et d'entraînement.
En « jouant » sur le grossissement de l'image et les contrastes, l'ATLIS permet à l'avion porteur de pouvoir identifier, illuminer la cible et tirer le missile sans même avoir à survoler la zone de défense ennemie.
À la suite du retrait progressif des Jaguars, les nacelles ATLIS sont peu à peu transférées à Nancy au sein des escadrons équipés de Mirage 2000D.
Les ATLIS viennent renforcer les nacelles Pod de désignation laser à caméra thermique (PDLCT) dont le domaine de prédilection reste le vol de nuit. L'ATLIS étant utilisée quant à elle pour les missions de jour ou en complément des PDLCT.
Plus tard ce sera le Pod Damoclès de Thales qui équipera le Dasault Rafale.

## Caractéristiques
- Longueur : 2,54 m
- Envergure : 0,31 m
- Masse : 160 kg

## Équipements
- Télémètre illuminateur laser
- Caméra vidéo